# Death
Death je bio američki death metal-sastav, kojeg se smatra jednim od pionira tog žanra.

## Povijest sastava
Sastav je 1983. u Orlandu pod imenom Mantas osnovao Chuck Schuldiner, kojeg se često naziva "ocem death metala". Zajedno s Possessedom smatra ih se osnivačima, te najutjecajnijim death metal sastavom. Njihov prvijenac Scream Bloody Gore mnogi smatraju prvim death metal albumom. Kasnije su počeli svirati kompleksniji progresivni death metal. Sastav je često puta mijenjao postavu do 1996., od kada se više nije mijenjala. Tada su sastav, uz Shculdingera činili gitarist Shannon Hamm, basist Scott Clendenin te bubnjar Richard Christy. Objavili su ukupno sedam studijskih albuma, do 2001., kada Schuldiner umire od tumora na mozgu, te sastav prestaje s radom.

## Članovi sastava
Posljednja postava
- Chuck Schuldiner – vokali, gitara (1983. – 2001.)
- Shannon Hamm – gitara (1996. – 2001.)
- Scott Clendenin – bas-gitara (1996. – 2001.)
- Richard Christy – bubnjevi (1996. – 2001.)

## Diskografija
Studijski albumi
- Scream Bloody Gore (1987.)
- Leprosy (1988.)
- Spiritual Healing (1990.)
- Human (1991.)
- Individual Thought Patterns (1993.)
- Symbolic (1995.)
- The Sound of Perseverance (1998.)

Koncertni albumi
- Live in L.A. (Death & Raw) (2001.)
- Live in Eindhoven (2001.)

Demo snimke
- Death by Metal (1984.)
- Reign of Terror (1984.)
- Infernal Death (1985.)
- Rigor Mortis (1985.)
- Back from the Dead (1985.)
- Mutilation (1986.)

Kompilacije
- Fate: The Best of Death (1992.)

Videografija
- Live in L.A. (Death & Raw) (2001.)
- Live in Eindhoven (2001.)
- Live in Cottbus '98 (2005.)

## Vanjske poveznice
- Službena stranica